# Louis-Cesar Renaud
Louis-Cesar Renaud, wicehrabia de Choiseul późniejszy diuk Praslin (ur. 18 stycznia 1735, zm. 9 grudnia 1791) – francuski dyplomata i oficer.
Gdy w bitwie pod Rossbach przeciw Prusakom w 1757 roku dowódca regimentu Poiteau François Broglie, hrabia de Revel został śmiertelnie raniony, król Ludwik XV powierzył jego dowodzenie Louisowi Renaud.
W latach 1767–1771 Renaud był ambasadorem Francji w Neapolu. 5 czerwca 1770 roku, jego gośćmi (na balu) w tym mieście byli Leopold Mozart i młody Wolfgang Amadeus Mozart. Renaud zmarł tego samego dnia co Mozart; 9 grudnia 1791 roku.